# Placówka Straży Granicznej II linii „Grudziądz”
Placówka Straży Granicznej II linii „Grudziądz” – jednostka organizacyjna Straży Granicznej pełniąca służbę wywiadowczą na granicy polsko-niemieckiej w okresie międzywojennym.

## Formowanie i zmiany organizacyjne
Rozporządzeniem Prezydenta Rzeczypospolitej Polskiej Ignacego Mościckiego z 22 marca 1928 roku, do ochrony północnej, zachodniej i południowej granicy państwa, a w szczególności do ich ochrony celnej, powoływano z dniem 2 kwietnia 1928 roku  Straż Graniczną.
Rozkazem nr 1 z 12 marca 1928 roku w sprawach organizacji Mazowieckiego Inspektoratu Okręgowego Naczelny Inspektor Straży Celnej gen. bryg. Stefan Pasławski określił strukturę organizacyjną komisariatu SG „Łasin”. Placówka Straży Granicznej II linii „Grudziądz” znalazła się w jego strukturze.
Rozkazem Mazowieckiego Inspektora Okręgowego nr 8 z 18 lipca 1928 w miejsce placówki II linii utworzono posterunek informacyjny „Grudziądz”.
Rozkazem Mazowieckiego Inspektora Okręgowego nr 9 z 25 lipca 1928, korzystając ze zwolnionych etatów placówki II linii „Grudziądz” utworzono placówkę I linii „Żabiny”.
Rozkazem nr 4/31 zastępcy komendanta Straży Granicznej płk. Emila Czaplińskiego z 20 października 1931 roku zniesiono placówkę SG „Mokre”. Tym samym rozkazem utworzono placówkę „Grudziądz”.